# Kajzeršmarn
Kajzeršmarn ili ponegdje carski drobljenac (njem. Kaiserschmarrn; mađ. Császármorzsa) je desert na bazi tijesta za palačinke. Jedan je od najpoznatijih slatkih jela austrijske kuhinje.

## Vanjske poveznice
- Kaiserschmarrn and other Austrian recipes: visit-salzburg.net